# Puchar Polski w piłce siatkowej kobiet (1981/1982)
Puchar Polski w piłce siatkowej kobiet 1981/1982 – 25. sezon rozgrywek o siatkarski Puchar Polski, rozgrywany od 1932 roku.

## Klasyfikacja końcowa
| Miejsce | Drużyna           |
| ------- | ----------------- |
| 1.      | ŁKS Łódź          |
| 2.      | Płomień Milowice  |
| 3.      | Kolejarz Katowice |
| 4.      | Radomka Radom     |